# Castelo de Wœrth

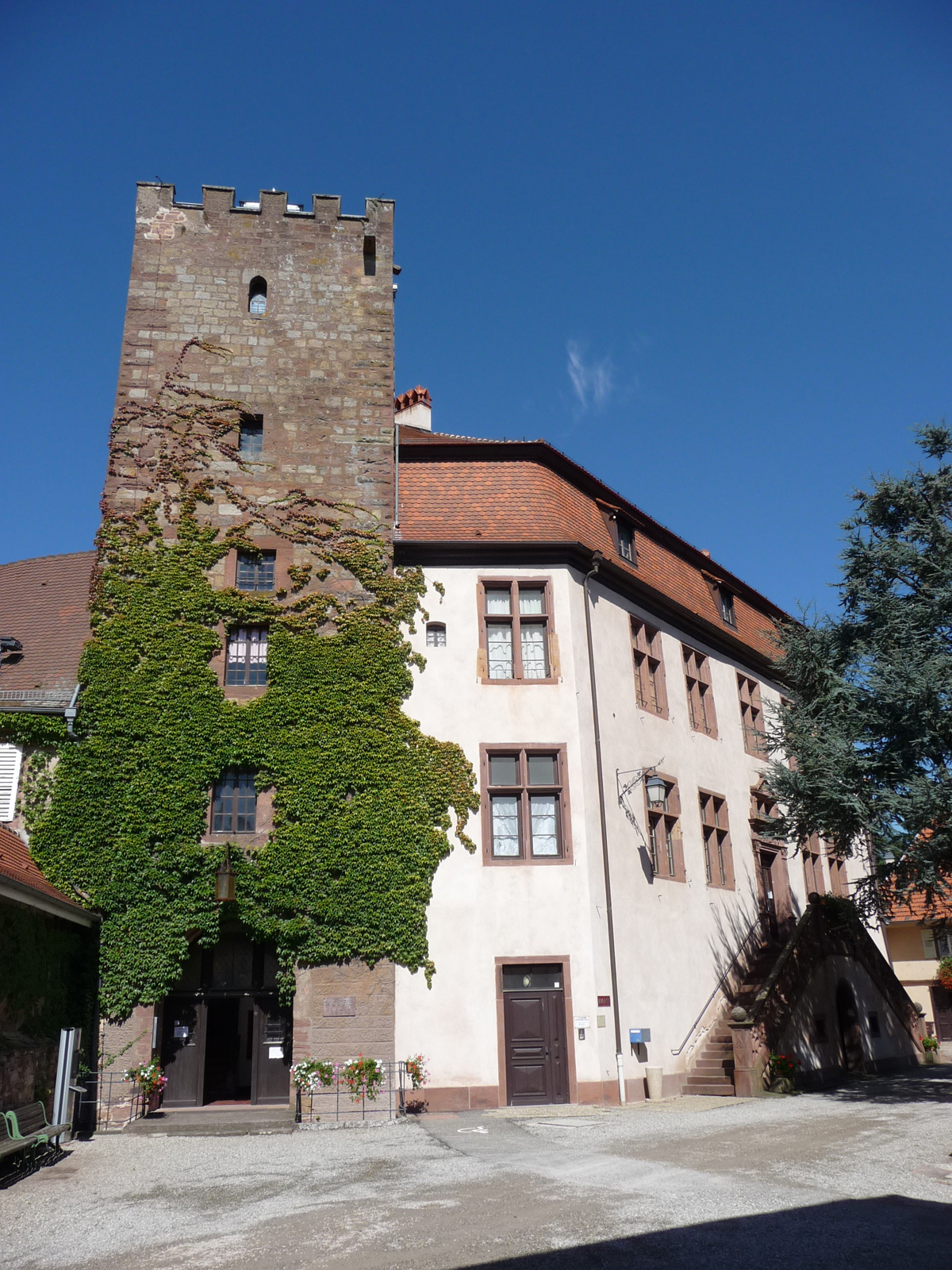
Castelo de Woerth que abriga edifício municipal, bem como o museu da batalha de 6 de agosto de 1870

Château de Wœrth é um castelo situado na comuna de Wœrth, no departamento de Bas-Rhin, Alsácia, França. Actualmente aloja o edifício municipal e um museu. É um monumento histórico listado desde 2002.